# Kingsley Pinda
Kingsley Pinda (Parigi, 30 gennaio 1992) è un ex cestista francese.

## Carriera
Con la Francia under 20 ha vinto la medaglia d'argento ai FIBA EuroBasket Under-20 2012.

## Palmarès
- Campionato francese: 1

Nancy: 2010-11
- Match des Champions: 1

Nancy: 2011